# Der Bilderschlüssel zum Tarot
Der Bilderschlüssel zum Tarot (The Pictorial Key to the Tarot) ist ein Buch von Arthur Edward Waite in dem Waite anhand des Waite Tarots die Symbolik, die Geschichte und die Verwendung des Tarot erläutert. Es gilt heute noch als Grundlagenwerk zum Tarot. Zum ersten Mal erschien das Buch unter dem Titel The Key to the Tarot im Jahre 1910, trägt aber ab der zweiten Auflage ab 1911 den Titel The Pictorial Key to the Tarot.

## Inhalt

### Vorwort
Im Vorwort erläutert A. E. Waite die Notwendigkeit, gegen die nach seiner Ansicht wie Unkraut sprießenden Theorien über die Herkunft und Darstellung des Tarots einen Gegenentwurf darzulegen.

### Erster Teil
Im recht umfangreichen ersten Kapitel des Bilderschlüssels zum Tarot widerlegt A. E. Waite die Theorien, nach welchen der Tarot aus dem alten Ägypten stammen soll und spart dabei nicht mit Seitenhieben gegen die Okkultisten Papus, Antoine Court de Gébelin, Etteilla und Éliphas Lévi. Er erläutert seine Ansichten, dass der Tarot aus dem Gedankenkreis der Katharer und des Gnostizismus entstammen soll und rechtfertigt die Veränderungen im Tarot von Pamela Colman Smith, vor allem den Austausch der Position der Karten Die Gerechtigkeit und Die Kraft. Auf die Veränderung bei der Kleinen Arkana, die Pamela Colman Smith vorgenommen hat, geht er mit keinem Wort ein.

### Zweiter Teil
Im zweiten Teil des Buches beschreibt Waite die einzelnen Karten der Großen Arkana. Bei jeder Karte der Großen Arkana begründet er zunächst die Veränderungen, die im Rider-Waite-Tarot zu finden sind und erläutert dann die Symbolik der Karte, wobei er die Karten als Weg der Einweihung in die Mysterien des Rosenkreuzertums und des Christentums versteht. Auffällig ist, dass er die Karte Der Narr zwischen den Karten Das Gericht und Die Welt anordnet, wobei er sich an die sonst von ihm so verschmähten Okkultisten hält.

### Dritter Teil
Im dritten Teil widmet sich Waite der Kleinen Arkana, wobei er stark trennt zwischen der esoterischen Großen Arkana und der für ihn fast abschätzend behandelten Kleinen Arkana und der damit verbundenen Methoden der Divination. Zu den Karten der Kleinen Arkana schreibt er nur ein paar kurze Deutungsformeln, die bei einigen Karten sogar den Bildern, die die Karten darstellen, zu widersprechen scheinen.

### Vierter Teil
Obwohl ein strikter Gegner der Divination und Wahrsagerei, erläutert A. E. Waite im vierten Teil des Buches einige Methoden der Kartomantie. Dies tut er nach seinen Worten, um auch diejenigen nicht zu enttäuschen, die es nicht besser wissen wollen.